# Christian Süß
Christian Süß (Ahlen, 28 de julho de 1985) é um mesa-tenista alemão.

## Carreira
Christian Süß representou seu país nos Jogos Olímpicos de 2008, na qual conquistou a medalha de prata por equipes.